# Studenci (Lovreć)
Studenci su naselje u općini Lovreć, u Splitsko-dalmatinskoj županiji. I širi se na trideset zaselaka.

## Zemljopis
Naselje se nalazi jugo-istočno od Aržana, na sjevero-zapadnom predjelu Imotske krajine.

## Stanovništvo
| broj stanovnika | 1462  | 1483  | 1663  | 1857  | 2006  | 2301  | 2333  | 2110  | 2159  | 2126  | 2171  | 1974  | 1389  | 979   | 729   | 456   | 394   |
|                 | 1857. | 1869. | 1880. | 1890. | 1900. | 1910. | 1921. | 1931. | 1948. | 1953. | 1961. | 1971. | 1981. | 1991. | 2001. | 2011. | 2021. |

## Poznate osobe
- Mate Maras, hrv. prevoditelj i pjesnik
- Stipan Trogrlić, hrv. povjesničar
- Josip Jurčević, hrv. povjesničar i profesor
- Ljubo Leontić, hrv. pravnik i političar
- Dinko Šakić, zapovjednik Jasenovca

## Znamenitosti
- Arheološko nalazište Mala gradina, zaštićeno kulturno dobro